# نوخط
در رایانش، نوخط یا نوسطر نشانهٔ شکسته‌شدن خط یا پایان خط است و به نویسه یا مجموعه‌ای خاص از نویسه‌ها گفته می‌شود که پایان یک خط از متن را مشخص می‌کنند.
بر سر اینکه آیا نوخط یک نویسه به شمار می‌آید یا نه اختلاف نظر وجود دارد. در سیستم‌عامل‌های مختلف روش‌های متفاوتی برای نمایش نوخط به کار رفته است. در یونیکس نوخط یک نویسه است که مقدار هشت‌هشتی ۱۲ دارد. در ام‌اس‌داس نوخط ترکیبی از دو نویسهٔ هشت‌هشتی با ارزش (به ترتیب) ۱۵ و ۱۲ است. در OS-370 نوخط نویسه نیست و نوشته‌ها از کنار هم قرار گرفتن خطوط تشکیل می‌شوند. از سوی دیگر در سامانه‌های عاملی که نویسهٔ نوخط دارند، این نویسه در واقع مشخص‌کنندهٔ پایان یک خط است و نه آغاز یک خط تازه (خط اول با نویسهٔ نوخط آغاز نمی‌شود).